# Talaria

En gravyr från 1800-talet föreställande talaria.

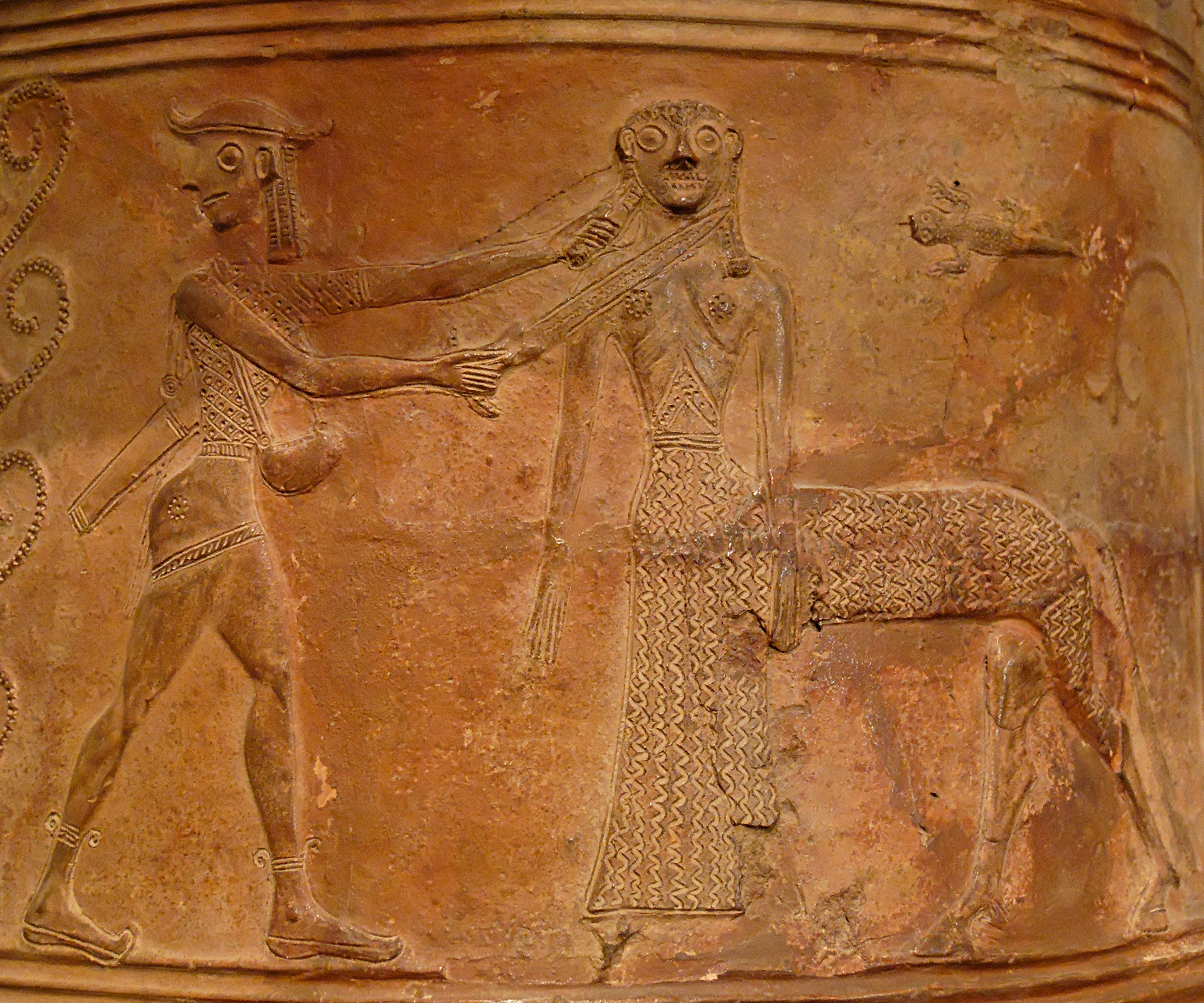
Perseus (till vänster) iklädd talaria dödar Medusa. Relief i terrakotta från cirka 660 f.Kr.

Talaria är bevingade sandaler och en symbol för den grekiske guden Hermes (Hermes romerske motsvarighet är Merkurius). Sandalerna sägs ha tillverkats av gudarnas smed, Hefaistos.